# La Tour des anges
La Tour des anges (The Subtle Knife) est le deuxième tome de la trilogie À la croisée des mondes (His Dark Materials) écrite par Philip Pullman.
Il est publié au Royaume-Uni aux éditions Scholastic Ltd en 1997, puis en France aux éditions Gallimard Jeunesse en 2000 (traduction de Jean Esch). Ce tome est la suite de Les Royaumes du Nord et est suivi du roman Le Miroir d'ambre.

## Résumé
Lyra entre dans un autre monde, celui de Cittàgazze, dont les adultes sont absents à cause de créatures mangeuses d'âmes appelées Spectres qui ont pour cibles tous les humains ayant passé la puberté. Ici, Lyra rencontre Will Parry, un garçon de douze ans qui vient de notre monde et qui est arrivé dans celui-ci après avoir tué accidentellement un homme pour protéger sa mère malade. Il est aussi en quête de son père qu'il n'a jamais connu, un explorateur réputé qui a disparu l'année de sa naissance.
Il devient le porteur du Poignard subtil — ainsi nommé parce qu'il peut découper des fenêtres permettant de passer entre les mondes — et rencontre des sorcières du monde de Lyra. Will va retrouver son père, John Parry, qui s'était perdu dans le monde de Lyra. Cependant les retrouvailles sont brèves, car John est assassiné sous les yeux de son fils par une sorcière dont il avait rejeté l'amour.
Lyra de son côté est capturée par sa mère Mme Coulter. Elle a en effet appris que la prophétie des sorcières fait de Lyra la « Nouvelle Ève », qui doit succéder à la guerre menée par Lord Asriel contre l'Autorité divine.